# I. e. 57
Évszázadok: i. e. 2. század – i. e. 1. század – 1. század
Évtizedek: i. e. 100-as évek – i. e. 90-es évek – i. e. 80-as évek – i. e. 70-es évek – i. e. 60-as évek – i. e. 50-es évek – i. e. 40-es évek – i. e. 30-as évek – i. e. 20-as évek – i. e. 10-es évek – i. e. 1-es évek
Évek: i. e. 62 – i. e. 61 – i. e. 60 – i. e. 59 –  i. e. 58 – i. e. 57 – i. e. 56 – i. e. 55 – i. e. 54 – i. e. 53 – i. e. 52

## Események

### Róma
- Quintus Caecilius Metellus Nepost és Publius Cornelius Lentulus Spinthert választják consulnak.
- A gall háborúban Caesar újabb két légiót toboroz, így már nyolc (összesen 32-40 ezer ember) áll a rendelkezésére. A gall törzsek aggódva figyelik győzelmeit és attól tartva hogy egész Galliát meg akarja hódítani, maguk is seregeket toboroznak.
- A gall belga törzsszövetség megtámadja a Rómával szövetséges remi törzset és ostrom alá veszik Bibraxot. Caesar beavatkozik a konfliktusba, de a belgák nem vállalják a nyílt csatát. Caesar megelőzi a visszavonuló belgákat és megostromolja a suessiones törzs fővárosát. A gallok megijednek a nagyszabású ostromelőkészületektől és megadják magukat.
- A belgák legerősebb törzse, a nerviusok a sabisi csatában meglepetésszerűen megtámadják a rómaiakat és majdnem súlyos vereséget mérnek rájuk, csak a megérkező erősítés fordítja meg a csata kimenetelét. A vereség hatására a belgák megadják magukat és Caesar kijut az Atlanti-óceánig. Ostrom alá veszi az atuatucusok fővárosát, azok megadják magukat, de aztán meglepetésszerűen a rómaiakra támadnak. Caesar legyőzi őket és a város mind az 53 ezer túlélő lakóját eladja rabszolgának.
- Caesar elküldi legatusát, Servius Sulpicius Galbát, hogy biztosítsa az Alpokon átvezető Szt. Bernát-hágót. Galba az octodurusi csatában megfutamítja a seduni és veragri törzseket, de nem mer a hegyek között telelni az ellenséges törzsek között és inkább visszavonul.
- Cicerót visszahívják a száműzetésből. Publius Clodius Pulcher fegyveres bandáival igyekszik megakadályozni visszatértét, majd háza újjáépítését, de Pompeius támogatásával Titus Annius Milo és Publius Sestius néptribunusok is fegyveres csapatokat szerveznek és Róma utcái erőszakos összecsapások színhelyeivé válnak.
- A volt júdeai király, a Rómában őrizetben tartott II. Arisztobulosz és fia, Antigonosz megszökik és Júdeában felkelést szervez bátyja, II. Hürkanosz ellen. Aulus Gabinius syriai helytartó megfutamítja összegyűjtött seregeit és Arisztobuloszt ismét elfogják.

### Egyiptom
- Meghal VI. Kleopátra Trüphaina, feltehetően uralkodótársa, IV. Bereniké mérgezteti meg. A királyi tanács nyomására Bereniké feleségül megy a Szeleukida-házból származó VII. Szeleukoszhoz, de hamarosan megfojtatja.

### Pártus Birodalom
- III. Phraatész királyt két fia, Mithridatész és Oródész meggyilkolja. Utóda Mithridatész, aki ellen öccse, Oródész rövoddel később fellázad és elűzi a trónról.

### Korea
- Pak Hjokkosze megalapítja Silla királyságát.

### India
- Vikramáditja indiai király bevezeti a Vikram-időszámítást, amely a Indiában a brit hódításig érvényben maradt, Nepálban pedig ma is a hivatalos naptár alapja.

## Halálozások
- III. Phraatész, pártus király
- VI. Kleopátra Trüphaina, egyiptomi királynő

## Fordítás
- Ez a szócikk részben vagy egészben  a(z)   57 av. J.-C. című francia Wikipédia-szócikk ezen változatának fordításán alapul.  Az eredeti cikk szerkesztőit annak laptörténete sorolja fel. Ez a jelzés csupán a megfogalmazás eredetét és a szerzői jogokat jelzi, nem szolgál a cikkben szereplő információk forrásmegjelöléseként.